# Eduard Paulus

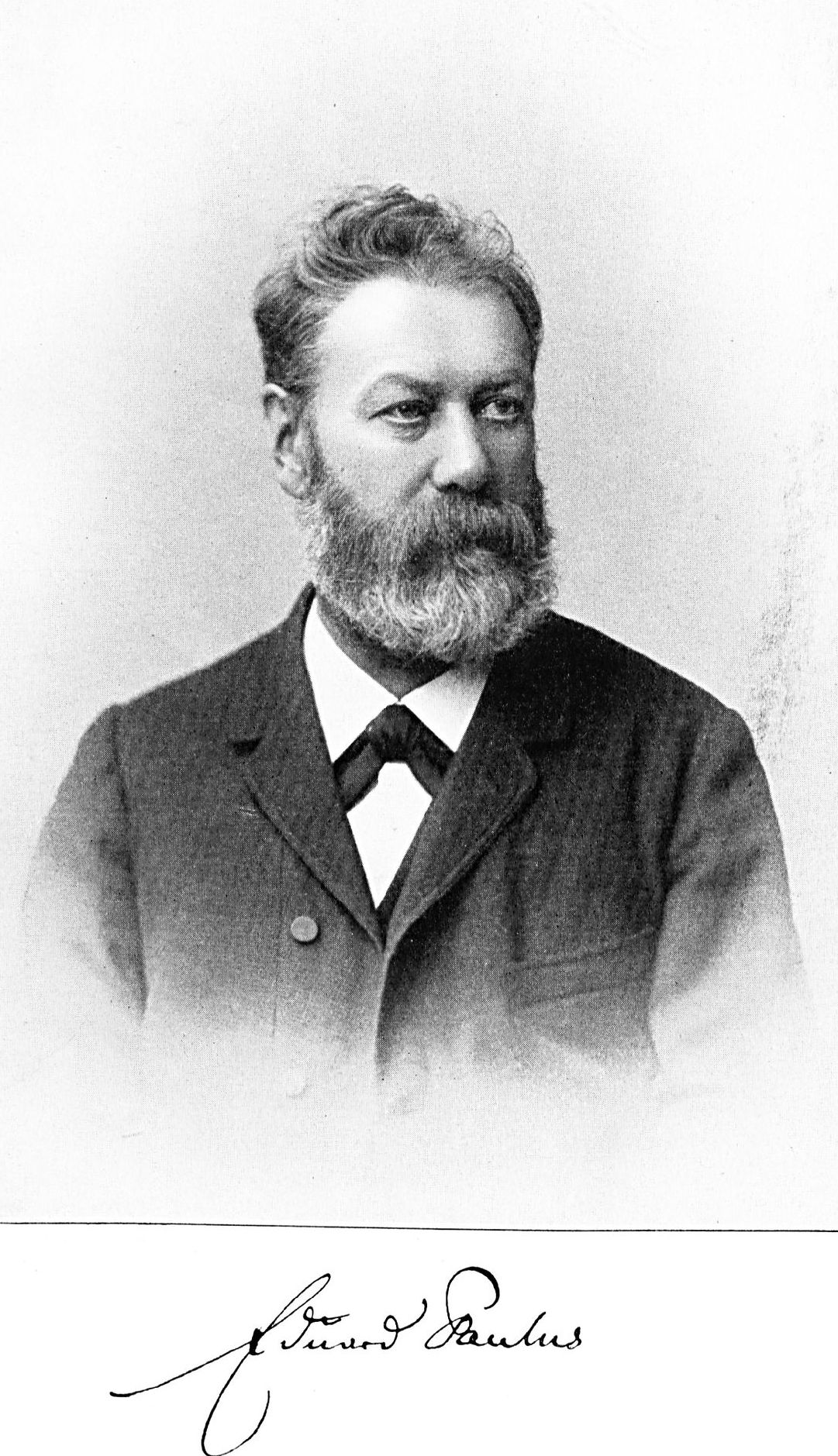
Eduard Paulus

Eduard Paulus, genannt der Jüngere, seit 1904 von Paulus, (* 16. Oktober 1837 in Stuttgart; † 16. April 1907 ebenda) war ein deutscher Kunsthistoriker,  Archäologe und Dichter. 

## Leben
Eduard Paulus war der Sohn von Karl Eduard Paulus.
Nach dem Abitur studierte Eduard Paulus Architektur an der Polytechnischen Hochschule in Stuttgart, wo er 1858 Mitglied des Corps Stauffia wurde und 1859 die Architektenprüfung ablegte. 1860/61 studierte er Kunstgeschichte und Klassische Archäologie an der Universität München. 1862/63 verbrachte er ein Jahr in Italien, besonders in Rom. 1864/65 arbeitete er als Architekt bei seinem ehemaligen Lehrer Christian Leins in Stuttgart. 1864 wurde er Sekretär des Württembergischen Altertumsvereins. 1866 wurde er Hilfsarbeiter im Statistisch-Topografischen Bureau des Königreichs Württemberg in Stuttgart, wo er als Mitarbeiter seines Vaters Karl Eduard Paulus (genannt Eduard Paulus der Ältere) bei der allgemeinen Landesbeschreibung für Württemberg („Oberamtsbeschreibungen“) tätig war. 1874 wurde er ordentliches Mitglied des Bureau, 1877 Assessor beim Bureau, 1885 Finanzrat. 1873 wurde er stellvertretender Konservator der vaterländischen Kunst- und Altertumsdenkmale im Nebenamt, 1875 Konservator mit dem Titel Professor und 1893 Vorstand der Staatssammlung der Kunst- und Altertumsdenkmäler in Stuttgart mit dem Titel Oberstudienrat. Er trat 1898 aus Gesundheitsgründen vorzeitig in den Ruhestand.
Mit der Reihe Die Kunst- und Altertums-Denkmale im Königreich Württemberg begründete er die Kunstdenkmälerinventarisation in Württemberg. Bei seiner Tätigkeit als Archäologe sind besonders seine Beiträge zur Limesforschung und zur Ausgrabung der keltischen Heuneburg hervorzuheben.
Daneben betätigte er sich als Schriftsteller.
Eduard Paulus liegt begraben auf dem Fangelsbachfriedhof in Stuttgart (Grab Nr. 11-7-10-5203).

## Werke: Humoristischer Vierzeiler
Er ist der Urheber des besonders von Schwaben und insbesondere Württembergern vielzitierten Vierzeilers:
Der … und der Hegel,

der … und der Hauff,

das ist bei uns die Regel,

das fällt hier gar nicht auf.
Der erste Teil der beiden Reimpaare wird heute jeweils beliebig mit Schiller, Schelling, Uhland, Mörike, Kerner oder Hölderlin aufgefüllt, wohingegen Hegel und Hauff des Reimes wegen feststehen. Die Ursprungsfassung lautete:
Wir sind das Volk der Dichter,

Ein jeder dichten kann,

Man seh’ nur die Gesichter

Von unser einem an.

Der Schelling und der Hegel,

der Schiller und der Hauff,

das ist bei uns die Regel,

das fällt hier gar nicht auf.

### Interpretation
Peter Bamm bezeichnete den Vierzeiler als einen der arrogantesten Sätze, mit denen ein Volksstamm angibt. Und im Kontext von „Wir können alles. Außer Hochdeutsch.“ wird er heute vielfach so genutzt.
Bei Paulus ist dies differenzierter zu betrachten. Der Vierzeiler entstammt einer wilden Parodie, die als „Trümmer“ aus einer politischen Komödie „Götterdämmerung“ in seinen 1897 erschienenen „Arabesken“ veröffentlicht wurde. Darin treten in einem Walhall, das der Dichter auf die Heide bei Jüterbog ansiedelt – schon zu Preußens Zeiten der größte militärische Schießplatz – eine muntere Mischung von Charakteren auf: Germanische Götter wie Wodan, Freia und Loki, aber auch Dichter und Geister von Dichtern sowie Chöre wie der Chor der Arbeiter, der Chor der Gründer und der Chor (bismarckfreundlicher) Nationalliberaler … und Die Sieben Schwaben. Uhlands „Der gute Kamerad“ wird zitiert, ebenso Theobald Kerners „Auswandererlied“. Mit der Anspielung auf das „Weltgericht“ wird sowohl auf Schiller als auch Bengel Bezug genommen. Allgemein bekannte und in die Umgangssprache eingegangene Anekdoten über württembergische Sozialisten werden ebenfalls eingeflochten.
Karl Moersch ordnete diese vielfältigen Anspielungen in einem Vortrag in die politische Situation Württembergs innerhalb des Deutschen Kaiserreichs nach Bismarcks Entlassung und der wilhelminischen Ära ein. So sei Paulus zwar durchaus, typisch unschwäbisch, zur Selbstironie fähig, aber das württembergische Bildungsbürgertum, einschließlich seines Königs und auch Vertreter der heutigen Generation seien sich bei aller machtpolitischen Unterlegenheit einer auf einer württembergspezifischen langen Bildungstradition begründeten geistigen Überlegenheit stets bewusst gewesen und hätten diese, quasi kompensatorisch, sehr zum Missfallen ihrer Gegenüber auch kundgetan.

## Auszeichnungen und Ehrungen

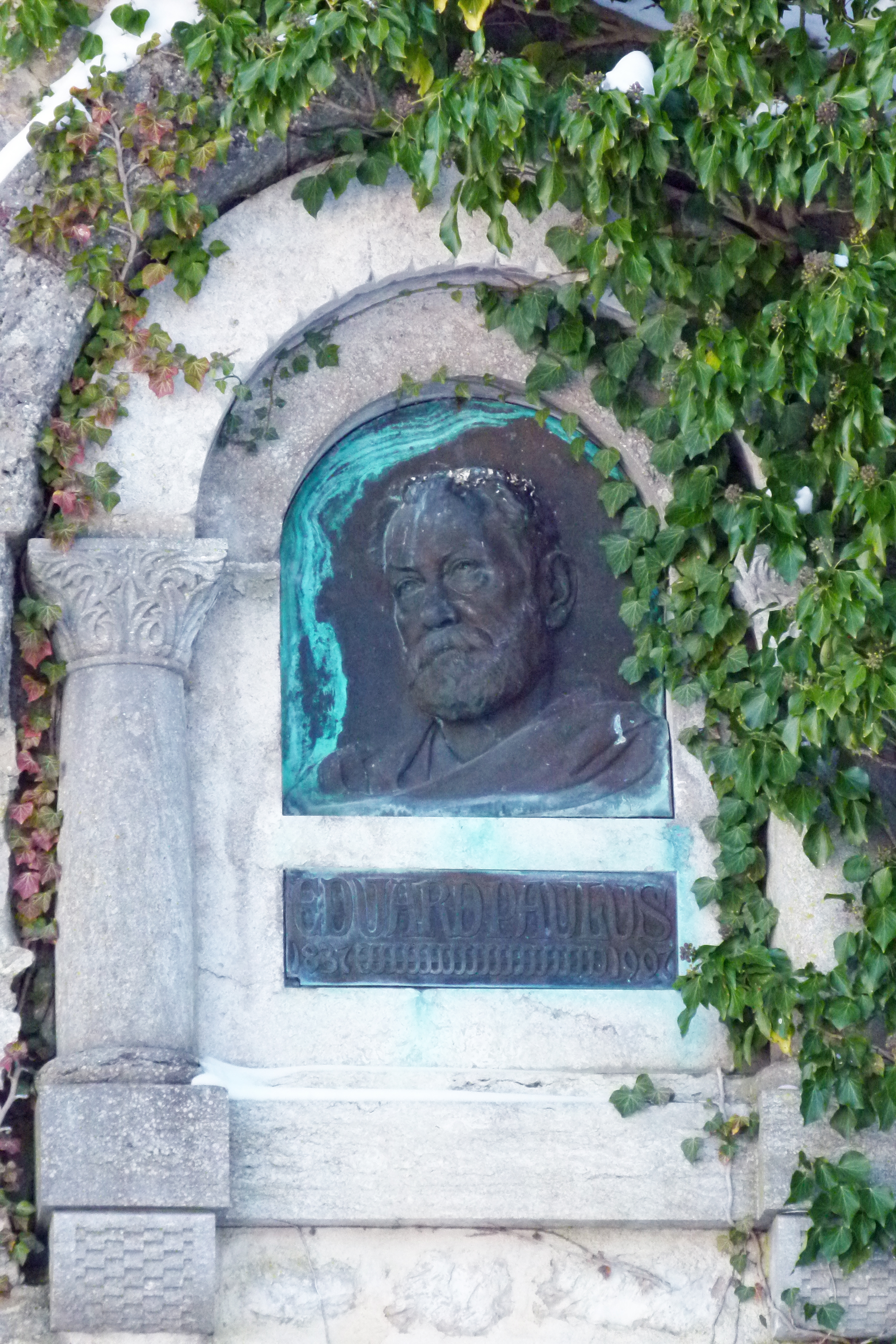
Denkmal für den Alten vom Hohenneuffen auf ebendiesem Berg

- 1882 große goldene Medaille für Kunst und Wissenschaft
- 1892 Ritterkreuz des Ordens der Württembergischen Krone mit den Insignien des Löwen
- 1904 Ehrenkreuz des Ordens der Württembergischen Krone[5], mit dem der persönliche Adelstitel verbunden war (Eduard von Paulus).
- 1909 wurde ein von Georg Rheineck geschaffenes Denkmal für Paulus auf dem Hohenneuffen eingerichtet.

## Veröffentlichungen (Auswahl)
- "Aus meinem Leben. Gedichte" (1867)
- "Bilder aus Deutschland – Reise durch Deutschland" (1869)
- "Ein Ausflug nach Rom. Vortrag zum Besten der Olga-Heilanstalt" (1870)
- mit Robert Stieler: Aus Schwaben. Schilderungen in Wort und Bild. Bonz, Stuttgart 1887 (Digitalisat).
- "Die Cisterzienser-Abtei Maulbronn" (1889)
- "Arabesken" (1897)
- "Heimatkunst. Neue Lieder und Elegien" (1902, online – Internet Archive).